# I Am Peter, Hear Me Roar
"I Am Peter, Hear Me Roar" (em português, "Eu Sou Peter, Ouça a Minha Voz") é um episódio da segunda temporada da série animada da FOX Uma Família da Pesada. É o décimo quinto de toda a série a ser exibido. Candice Bergen estrelou como Gloria Ironbox.
Este episódio está incluído na Freakin' Sweet Collection. O fato de que ele foi exibido pela primeira vez em 28 de março de 2000, no mesmo dia em que o episódio anterior "O Rei Está Morto", fez com que o criador do seriado Seth MacFarlane se preocupasse com o possível cancelamento do programa.

## Enredo
Peter e seus vizinhos recebem um anúncio na caixa de correio, indicando que eles receberiam um barco de graça se fossem a uma venda de propriedades de férias. No entanto, durante uma entrevista sob pressão de vendas, Peter troca o barco por uma caixa misteriosa, que possui ingressos para um clube de comédia. No clube, Peter fica bêbado e tenta contar piadas no local. Antes de sua breve performance, na qual ele muitas vezes abusa do público, coloca sua cerveja no seu bolso de ponto cabeça, derramando-o em suas calças. O público, se divertindo ao pensar que Peter urinou, começa a rir histericamente, o que leva Peter bêbado a acreditar que eles gostaram das piadas. Assim, acredita que seu humor é um sucesso.
Continuando sua húbris, Peter conta uma piada sexual no seu trabalho na fábrica de brinquedos Happy-Go-Lucky que ofende uma colega de trabalho, chamada Sarah Bennett, cuja advogada Gloria Ironbox, oferece a retirada das acusações de perseguição sexual se Peter frequentar um programa de treinamento sensível. A proposta não funciona, então, ele é enviado a um retiro feminino. Ele continua fazendo comentários insensíveis até que precisa suportar uma dor semelhante ao parto; levando seu lábio inferior e alongando-o atrás de sua cabeça.
Após certo tempo, ele retorna para casa de maneira diferente, bem afeminado. Primeiramente, Lois aprecia a nova sensibilidade natural de Peter, mas em breve se cansa disso (ele gasta mais tempo em frente ao espelho, fazendo testes de gravidez, repreendendo Lois por fazer o jantar para seu marido, embora ele mesmo seja o marido; dizendo que ele deveria fazer um exame de mama quando Lois lhe fala sobre seu corpo, e até mesmo tenta amamentar Stewie enquanto sua esposa não está por perto). Em desespero, a mulher pede aos amigos do marido que ajudem. Ela passa por cima da casa de Quagmire e diz a ele que Peter não está a tratando como uma mulher. Quagmire decide ajudar. Os amigos de Peter tentam, em vão, trazê-lo de volta ao normal levando-o para ficar entre seus "companheiros homens." Cleveland o leva em uma convenção de negros onde Peter anuncia publicamente para todos os homens que eles são culpados por todos os crimes e problemas, que estão arruinando a sociedade e deveriam se envergonhar, incitando-os a seguí-lo nas ruas (eles pensam que o homem foi racista).
Quando Peter e Lois vão a uma festa de gala feminina, Gloria insulta Lois dizendo que por causa de seu estilo de vida atual, Peter não respeitava as mulheres, embora Lois diga que ela é feminista e que o feminismo é ter o direito de escolha, e sua escolha foi ser mãe e dona de casa. Então, Gloria insulta-a, dizendo que seus filhos devem ser "estragados." Lois, furiosa, soca Gloria, resultando em uma briga entre duas mulheres, na qual parte de suas roupas são rasgadas. Observando a cena, Peter pega Lois e corre para casa para fazer sexo. Uma vez que eles terminam com isso, a mulher comenta que isso foi maravilhoso. Sua voz surpreende Peter, que já tinha se esquecido que ela estava no quarto. Ele pede que a esposa faça um sanduíche, mostrando que voltou para seu jeito normal.

## Recepção
Em sua avaliação de 2008, Ahsan Haque da IGN classificou o episódio em 8.5/10, afirmando que foi "habilmente escrito" e possui "algumas das melhores cenas de toda a série". No entanto, notou que "a sátira passa dos limites e pode não contentar a todas as pessoas".